# Chris Redfield
Chris Redfield (クリス・レッドフィールド Kurisu Reddofīrudo?) är en TV-spels-karaktär från Resident Evil-serien. Han har synts till i Resident Evil, Resident Evil: Code Veronica, Resident Evil: Deadly Silence, Resident Evil: Umbrella Chronicles, Resident Evil 5 och Resident Evil 6. I det förstnämnda och sistnämnda är han huvudkaraktären (i det första tillsammans med Jill Valentine och i Resident Evil 5 tillsammans med Sheva Alomar). Chris röster har genom åren spelats av Michael Filipowich (Resident Evil), Joe Whyte (remaken av Resident Evil) och Roger Craig Smith (Resident Evil: Code Veronica, Resident Evil 5 och Resident Evil 6).

## Historia
Chris Redfield syntes först till i Resident Evil där han var en av två spelbara karaktärer. Chris är en av medlemmarna i organisationen S.T.A.R.S. där han ingår Alpha Team, som skickas för att undersöka försvinnandet av Bravo Team. När Alpha Team väl kommer dit hittar de resterna av Bravo Team's helikopter, men möts av ilskna hundar. Chris och de andra tar skydd i en närliggande herrgård som döljer många hemska saker. I Resident Evil anses Chris Redfield vara den mest utmanande karaktären att spela som eftersom han har ett mindre lagringsutrymme för vapen, helande örter och dylikt.
I Resident Evil: Code Veronica dyker Chris upp under andra halvan av spelet då han ska rädda sin syster, Claire Redfield, från en hemlig Umbrella-anläggning i Antarktis. Där möts han av Alexia Ashford, skaparen av T-Veronica viruset, och Albert Wesker. Efter spelets slut inleder han ett uppdrag att förstöra Umbrella Corporation, något som avbildas i spelet Resident Evil: Umbrella Chronicles.
I Resident Evil 5 är Chris Redfield en av två huvudkaraktärer. Han är medlem i Bio-terrorism Security Assessment Alliance (BSAA), och har som uppdrag att resa till Kijuju, en by i nordöstra Afrika, för att söka efter nya virus som gör hemska saker med invånarna. Det visar sig även att Chris har personliga skäl att resa till Afrika. Han misstänker att hans gamla partner, Jill Valentine, är vid liv. Han medverkar även i Resident Evil 6.
Resident Evil 7: Biohazard, som leder ett reviderat Umbrella Corporation-team i linje med B.S.A.A. Chris återvänder i Resident Evil Village som Alpha-ledare för Hound Wolf-truppen i B.S.A.A.